# Cycloctenus westlandicus
Cycloctenus westlandicus är en spindelart som beskrevs av Forster 1964. Cycloctenus westlandicus ingår i släktet Cycloctenus och familjen Cycloctenidae. Inga underarter finns listade i Catalogue of Life.